# Лёгкая атлетика на летних Олимпийских играх 1984 — марафон (женщины)
Марафон у женщин на Олимпийских играх 1984 года был проведён 5 августа, став первым олимпийским первенством по марафонскому бегу среди женщин. В соревновании приняли участие 50 спортсменок из 28 стран. Старт забегу был дан в 8:00 утра по местному времени. Чемпионкой стала Джоан Бенуа из США, показавшая третий результат за историю женского марафона и лучший на тот момент результат в марафонском забеге без участия мужчин — 2:24.52.

## Предшествующие события
В программе Олимпийских игр долгое время отсутствовали соревнования по бегу на длинные дистанции для женщин. Помимо марафонского бега, в программе не было также бега на 5000 и 10 000 метров и бега с препятствиями на 300 м. Более того, если на Олимпиаде 1928 года, где впервые появилась в программе женская лёгкая атлетика, самой длинной женской дистанцией были 800 метров, то в следующие два десятилетия женская программа была ограничена только 100-метровой дистанцией. Бег на 200 метров был добавлен в 1948 году, в 1960 году снова появилась дистанция в 800, а в 1972 году — на 1500. Отказ допускать женщин к длинным дистанциям был связан с мифологизированным представлением о женской хрупкости, опасениями за способность к деторождению и условностями «приличного» поведения.
Вне олимпийской программы, однако, женщины периодически участвовали в мужских соревнованиях в беге на длинные дистанции. На Западе они стали всё чаще участвовать в марафонских пробегах с начала 1960-х годов, и в конце десятилетия женщины-участницы стали обычным явлением в Бостонском марафоне.
Женский марафонский бег превратился в массовое явление в США в начале 1970-х годов — за 1971 год число женщин, пробежавших марафонскую дистанцию, превысило 100. Среди организаций, оказывающих поддержку этому движению, был Road
Runners Club of America. В 1973 году западногерманский врач и тренер Эрнст ван Аакен организовал первый национальный чемпионат своей страны по женскому марафону, а в 1974 году американский Союз спортсменов-любителей (англ. Amateur Athletic Union, AAU) провёл первый аналогичный чемпионат в США. Победные результаты стремительно росли: если на чемпионате 1974 года была преодолена 3-часовая отметка, то в 1979 году норвежка Грете Вайтц уже показала время 2:27.33 — лучше, чем у мужчины-победителя в Нью-Йоркском марафоне 1970 года.
К 1979 году число женщин в мире, бегавших марафонские дистанции, превысило 8000. Массовость дала основания для кампании по включению женских соревнований в марафонском беге в программу Олимпийских игр. Эту борьбу поддержали крупные корпорации — производитель косметики Avon Products (организатор международных женских марафонов начиная с 1977 года) и Nike, в 1979 году основавшая Международный комитет бегунов, поставивший перед собой задачу расширения женской легкоатлетической программы Олимпиады 1984 года до полного соответствия мужской, включая соревнования в беге на всех трёх длинных дистанциях.
В 1980 году Международная ассоциация легкоатлетических федераций приняла официальное решение, что на все соревнования по марафонскому бегу под её эгидой с этого времени допускаются участницы-женщины, и рекомендовала Международному олимпийскому комитету поступить аналогичным образом. Несмотря на это, на сессии МОК в Москве женский марафон и бег на дистанции 5000 и 10 000 метров в программу следующих Олимпийских игр включены не были. Руководство МОК мотивировало своё решение необходимостью в дальнейших медицинских исследованиях и накоплении фактографического материала. Фактически, однако, и то, и другое уже имелось в достаточном количестве. Это уже в феврале 1981 года признал исполком МОК, рекомендовавший организационному комитету Игр в Лос-Анджелесе включить женский марафон в их легкоатлетическую программу (от аналогичной рекомендации в отношении двух других дистанций МОК воздержался). Ещё до Олимпиады, в 1982 году, женский марафон был впервые проведён в рамках чемпионата Европы по лёгкой атлетике.

## Ход соревнования
Женский марафон на Олимпиаде 1984 года проходил в условиях высокой влажности, температура по ходу забега достигла почти 90 °F (выше 30 °C). На старт забега вышли 50 спортсменок, включая действующую обладательницу мирового достижения (2:24.26) норвежку Ингрид Кристиансен.
Фаворитками перед началом забега считались норвежка Грете Вайтц и американка Джоан Бенуа. В их предыдущих личных встречах Вайтц победила 10 раз из 11, но в Лос-Анджелесе Бенуа предприняла рывок уже после 14 минут дистанции и сумела уйти от основной группы. Первые 20 километров она преодолела за 1:08.32, на 72 секунды опережая португальскую бегунью Розу Моту (чемпионку Европы 1982 года) и на 82 секунды — Кристиансен, итальянку Фольи и Вайтц. На отметке 30 км отрыв Бенуа от ближайших преследовательниц — Вайтц, Кристиансен и Моты — составлял почти две минуты и после этого начал уменьшаться. В особенности быстро его сокращала Вайтц, но американка сумела сохранить достаточное преимущество, чтобы завершить дистанцию на целый круг по стадиону впереди серебряного призёра. Время победительницы составило 2:24.52. На тот момент это был третий в истории результат в женском марафоне и самый высокий — в соревнованиях без участия мужчин. Он также был лучше, чем результат победителя в мужском марафонском забеге на 1956 года (Ален Мимун).
Особое внимание в отчётах о соревновании уделяется финишу представлявшей Швейцарию Габриэлы Андерсен-Шисс. Она вышла на стадион 37-й, страдая от тяжёлого обезвоживания, двигаясь рывками и виляя из стороны в сторону. На преодоление последних 500 м дистанции у швейцарки ушло 5 минут, в том числе 2½ минуты на финишные 200 м, однако она не позволила к себе прикоснуться до финиша, поскольку это означало бы дисквалификацию. Завершив дистанцию за 2 часа 48 минут, Андерсен-Шисс была доставлена в больницу, где быстро оправилась. Хотя сразу по окончании соревнований выражались опасения, что зрелище изнемогающей на беговой дорожке спортсменки может отрицательно отразиться на имидже женского марафона, эксперты указывали на то, что обезвоживание случается не только в соревнованиях женщин.

## Призёры
| Золото          | Серебро              | Бронза               |
| Джоан Бенуа США | Грете Вайтц Норвегия | Роза Мота Португалия |